# Arbejderstævnet i Holstebro
Arbejderstævnet i Holstebro er en dansk dokumentarfilm fra 1929 af ukendt instruktør.

## Handling
Sammenslutningen af Fællesorganisationer i Ringkøbing Amt afholder Arbejderstævne i Holstebro søndag d. 14. juli 1929. Processionen udgår fra Nørreport og tæller 76 faner og bannere. To orkestre og tre sangkor deltager. Sammenslutningens formand Høft fra Lemvig byder velkommen. Forsamlingen synger "Røde Dag, Samlingstegn". Der er flere taler, bl.a. af folketingsmedlem A.C. Meyer. Omkring 6000 mennesker besøger stævnet.